# Feliksz Edmundovics Dzerzsinszkij
Feliksz Edmundovics Dzerzsinszkij (lengyelül: Feliks Dzierżyński, oroszul: Феликс Эдмундович Дзержинский) (Dzerzsinovo, 1877. szeptember 11. – Moszkva, 1926. július 20.) lengyel származású bolsevik forradalmár, államférfi, később a politikai rendőrség vezetője.

## A forradalmi mozgalomban
Dzerzsinszkij nyolcgyermekes földbirtokos fia volt. Korán elvesztette a szüleit. 1887-ben beiratkozott a vilnai (ma:Vilnius, Litvánia fővárosa) középiskolába. Első osztályban orosz nyelvből megbuktatták. 1894-ben belépett egy szociáldemokrata önképzőkörbe, egy évvel később pedig Lengyelország és Litvánia Szociáldemokrata Pártjába, az SDKPiL-be. Itt olyan párttársai voltak, mint Rosa Luxemburg, Adolf Warski vagy Karl Radek. Az 1890-es évek közepére fontos ember lett az ipari tanulók között. 1896-ban aztán önként kilépett a gimnáziumból. 1897-ben, a kownói szociáldemokrata szervezet lebukása után Dzerzsinszkijt küldték oda, hogy állítsa helyre a szervezetet. Feliksz szokásos vehemenciájával látott munkához: sztrájkot szervezett, az újságba írt, de 1898-ban a rendőrség egy spicli feljelentése alapján letartóztatta, és a vjatkai kormányzóságba száműzték, majd Kajdogorszkba. Kisebb megszakításokkal az 1905-ös forradalomig fogoly volt, a száműzetésben ismerkedett össze Trockijjal. Először 1899 végén szökött meg, Vilnából rövid időre külföldre küldték, aztán visszament Varsóba. 1900 februárjában ismét letartóztatták, két évig ült börtönben, majd száműzetésbe vitték Szibériába. Útközben megszökött, augusztusban részt vett a párt berlini konferenciáján, ahol beválasztották az elnökségbe. 1903-ban a párt Külföldi Bizottságának tagja lett. 1905 júliusában ismét letartóztatták, de októberben amnesztiát kapott.
1906-ban, az OSZDMP stockholmi kongresszusán a bolsevikokat támogatta, de elutasította a „Duma bojkottját”. Beválasztották az OSZMDP Központi Bizottságába. 1906-ban rövid időre letartóztatták, aztán 1908-ban meghatározatlan időre Szibériába száműzték. 1909-ben szállították el a jenyiszejszki kormányzóságba, s útközben megszökött, aztán 1910 elején Capri szigetén megismerkedett Makszim Gorkijjal. Még ebben az évben visszatért Lengyelországba, ahol a földalatti tevékenységet szervezte. 1911 elején részt vett a párizsi konferencián, az 1912-es prágai konferencián viszont nem volt ott, így nem került be a Központi Bizottságba. 1912 szeptemberében megint letartóztatták, és három évi börtönre ítélték. Másfél évig volt börtönben, majd Orjolba vitték kényszermunkára. Miután letöltötte a büntetését, újabb pert rendeztek, amin hat év kényszermunkát kapott, de ezt már nem töltötte le: a februári forradalommal kiszabadult. Szabadulása után azonnal bekapcsolódott a moszkvai pártszervezetbe. Jelen volt a párt áprilisi konferenciáján, a nemzeti kérdésben azonban összeveszett Leninnel, Lengyelország önrendelkezése ellen foglalt állást. Noha börtönbüntetése miatt lemondott arról, hogy a Központi Bizottságba válasszák, mégis bekerült. A júliusi puccskísérlet után letartóztatták, de hamar kiengedték. A szeptember eleji Kornyilov-puccskísérlet után bekerült a Petrográdi Szovjet Forradalmi Katonai Bizottságába. Ott volt a fegyveres felkelésről határozó a Központi Bizottság októberi ülésen, és támogatta Lenin javaslatát. Október 24-én az ő irányításával foglalták el a postát.

## A politikus, 1917-1926
Dzerzsinszkij volt a Forradalmi Katonai Bizottság egyik főnöke. November 17-én azt javasolta, hogy hozzanak létre speciális különítményt az ellenforradalom elleni harcra. December 7-én Dzerzsinszkij javaslatát elfogadták: létrejött az „Összoroszországi Rendkívüli Bizottság az Ellenforradalom és Szabotázs elleni Harcra”, azaz a Vé-Csé-Ká (Cseka). Lenin javaslatára Dzerzsinszkijt választották a szervezet elnökévé, helyettese a szintén lengyel származású Józef Unszlicht lett. A Cseka elnökeként segített megszervezni a Belügyi Népbiztosságot. Irányítása alatt számos összeesküvést lepleztek le, beindult a vörös terror. A polgárháború alatt széles körű tevékenységet folytatott: 1918 végén a permi III. hadsereghez került Sztálinnal együtt. Többször összeütköztek Trockijjal. 1920 májusában a délnyugati front hátországának parancsnoka lett. A NEP bevezetése után közlekedési és hírközlési népbiztos is lett a Cseka-elnökség mellett. Elsősorban operatív vezetőként, szervezőként volt kiemelkedő; a párt által rábízott feladatokba ölte minden energiáját. 1921. december 23-án Dzerzsinszkij a Pravdában bejelentette, hogy a Cseka helyett felállítják az Állami Politikai Hatóságot (GPU). A GPU a Belügyi Népbiztosság különleges osztályaként működött, majd 1923-tól lett független szerv (OGPU néven). 1934-ben majd az OGPU-t összevonták a Belügyi Népbiztossággal (NKVD).
Dzerzsinszkij a Lenin körüli hatalmi harcba nem szállt be; csak a grúz ügybe keveredett bele: 1922-ben Sztálinnal és Ordzsonikidzével együtt a kis népek önrendelkezési joga ellen foglalt állást. Lenin halála után a véleménye változott.
1924-ben, Sztálin támogatásával a Legfelsőbb Népgazdasági Tanács elnökévé választották. Sztálin ekkor már Menyzsinszkijjel, Dzerzsinszkij helyettesével tárgyalt a koncepciós perekről. Formálisan mégis Dzerzsinszkij maradt az OGPU irányítója, egészen 1926-ban bekövetkezett haláláig. Július 20-án, a Központi Bizottság plénumán beszédet mondott, amelyben Pjatakovval és a mezőgazdasági népbiztos Kamenyevvel szemben foglalt állást. A beszéd után egy-két órával szívszélhűdést kapott, egyes források szerint azonban merényletet követtek el ellene, tőrrel átszúrták a felsőtestét, és egy „Így járnak az árulók” feliratú cédulát helyeztek el mellette. (Ezt a sztálini érában szívesen állították be úgy, hogy utolsó erejéig a trockista ellenzék ellen harcolt.) A Kreml fala mellett temették el.

## Emlékezete

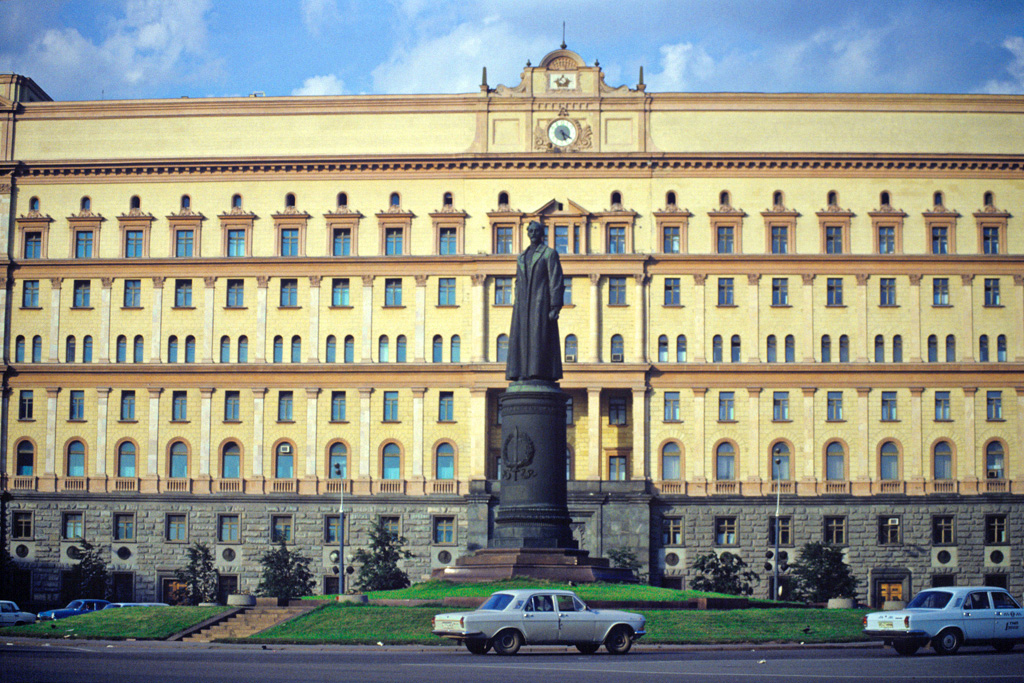
Dzerzsinszkij szobra a róla elnevezett moszkvai téren (ma Lubjanka) a KGB székháza előtt 1991-ben

Dzerzsinszkij a sztálini érában, sőt a rendszerváltásig is a forradalmi tisztaság, a párthoz való hűség, az erkölcs és a kiemelkedő forradalmár szimbóluma volt. Számos települést neveztek el róla a Szovjetunióban (pl. Dzerzsinszk). Egykori kétes népszerűségét mutatja, hogy az 1945 utáni egyik szovjet fényképezőgép, a FED nevét az ő nevének kezdőbetűiből állították össze.
Moszkvában a róla elnevezett téren volt a KGB székháza. A tér közepén 1958-ban szobrot állítottak neki, amit aztán 1991 augusztusában eltávolítottak és egy szoborparkban helyeztek el. 2015 júniusában népszavazási indítványt fogadott el a moszkvai közgyűlés a 2014-ben restaurált szobor visszaállításáról.

## Művei magyarul
- Válogatott cikkek és beszédek. 1908–1926; ford. Gellért György, Nyírő József; Szikra, Bp., 1951